# Beni shōga

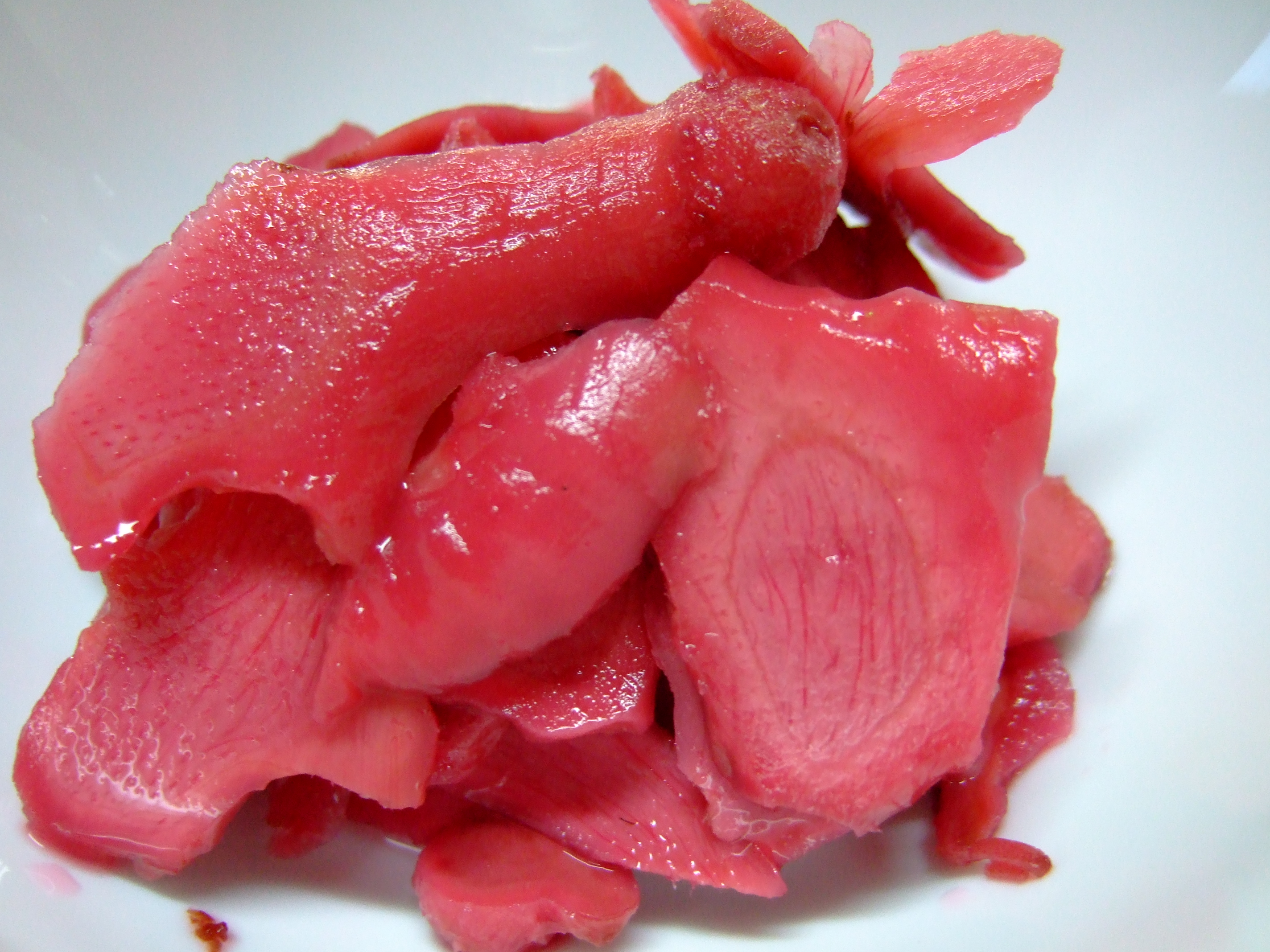
Beni shōga.

El beni shōga (紅生姜  べにしょうが?) es un tipo de tsukemono (encurtido japonés). Está hecho de jengibre cortado en tiras delgadas, de color rojo y encurtidas en agua con sal. Es servido en muchos platos japoneses, incluyendo el gyūdon, okonomiyaki y yakisoba.
El beni shōga no es el encurtido de jengibre que se sirve con el sushi, que es llamado gari.
- Datos: Q817282
- Multimedia: Red pickled ginger / Q817282